# Alexander von Igelström

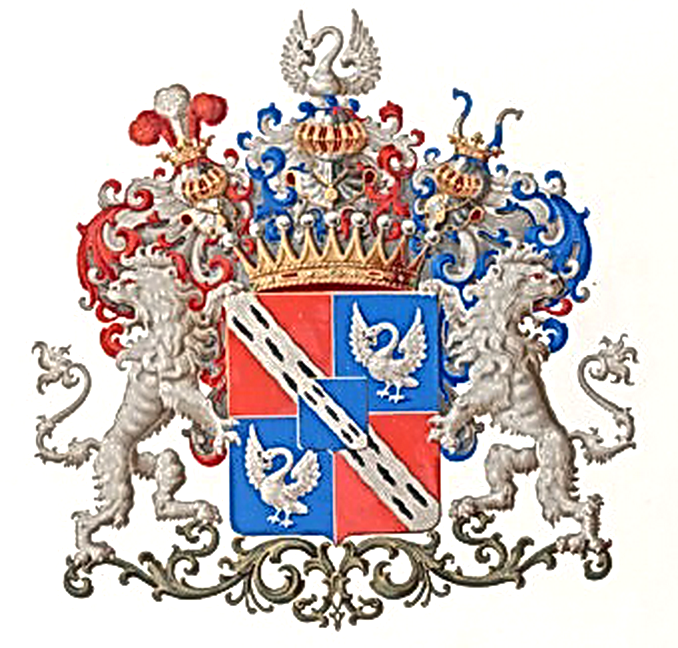
Wappen der Grafen von Igelström

Alexander Graf von Igelström (russisch: Александр Евстафьевич Игельстром; * 10. August 1770 in Kerrefer; † 2. Mai 1855 in Reval) war ein kaiserlich-russischer Generalmajor. Der Reichsgraf stammte aus dem schwedisch-baltischen Adelsgeschlecht von Igelström und war Herr auf Kerrefer und Kabina.

## Militärische Laufbahn
Seine militärische Laufbahn begann 1781 an der kaiserlich-russischen Pagenschule in Sankt Petersburg. Ab 1788 diente er als Kammerpage bei der Kaiserin Katharina II. Im Jahre 1791 wurde er zum Leutnant befördert und in das Preobraschensker Leib-Garderegiment versetzt und später zum Oberleutnant befördert. Als Secondmajor diente er ab 1792 in Warschau als Adjutant bei seinem Onkel dem General Otto Heinrich von Igelström (1737 – 1823). 1793 wechselte er als Oberstleutnant in ein Jägerregiment zu Pferde und nahm 1794 am Feldzug gegen Polen teil. 1797 wurde er zum Oberst und 1799 zum Generalmajor befördert.
Im September 1812 kehrte im Sechsten Koalitionskrieg gegen Napoleon in den aktiven Militärdienst zurück und wurde zum Führer der Kavallerie-Reserve des Korps Wittgenstein ernannt. Er kämpfte gegen die französischen Truppen bei Polozk (20. Oktober), Czasniti am 31. Oktober und bei Smoljany (14. November) sowie in der Schlacht an der Beresina (26. November). Für seine Einsätze wurde er mit dem Wladimir-Orden 3. Klasse und den Anna-Orden 2. Klasse ausgezeichnet. Dann beteiligten sich seine Truppen bei der Verfolgung der sich zurückgehenden Franzosen an die Grenze von Ostpreußen, an der Besetzung von Königsberg und Elbing. Er zeichnete sich bei den Angriffen auf die Reste des Korps Jerome Bonaparte aus und erreichte dabei den Raum um Magdeburg. Für diesen Einsatz und  in der Schlacht von Lützen erhielt er den St. Anna-Orden 1. Klasse. Im weiteren Feldzug von 1813 kämpften seine Truppen auch in der Schlacht bei Bautzen sowie in den Gefechten bei Reichenbach und Görlitz. Wegen einer Krankheit konnte er erst ab Januar 1814 wieder an den folgenden Operationen teilnehmen.
1836 wurde er aus der kaiserlich-russischen Armee verabschiedet. 1855 wurde durch Zar Nikolaus I. für Alexander Graf von Igelström der römische Reichsgrafenstand bestätigt.

## Auszeichnungen
Für seine militärischen Verdienste wurde Alexander von Igelstein mit folgenden Orden und Ehrenzeichen ausgezeichnet:
- Russischer Orden der Heiligen Anna, 1. und 2. Klasse
- Orden des Heiligen Wladimir, 3. und 4. Klasse
- Roter Adlerorden
- Pour le Mérite (1794)[3]
- Pour le Mérit mit Krone (1844), anlässlich des 50. Jahrestags der Verleihung des Pour le Mérit[4]
- Goldenes Schwert für Tapferkeit

## Herkunft und Familie
Sein Vater war der polnische Kammerherr Harald Gustav Graf von Igelström (1733–1804), der in 1. Ehe mit Anna von Münnich (1732–1760) und in 2. Ehe mit Sophie von Münnich (1727–1782) verheiratet war. Sein Onkel väterlicherseits war der General der Infanterie Otto Heinrich Graf von Igelström. Alexander heiratete Juliana Eleonora Gräfin Douglas (1781–1833), Erbtochter des Robert Archibald Graf Douglas (1754–1818), ihre Nachkommen waren:
- Sophie Julie (* 1799)
- Harald Robert Otto Graf von Igelström (1800–1876), kaiserlich-russischer Major und Staatsrat
- Henriette (* 1802)
- Emilie (* 1804)
- Anna * 1805
- Alexander Archibald Graf von Igelström (1807–1875), kaiserlich-russischer Gardeoffizier
- Victorie (* 1808)
- Gregor Alexander Graf von Igelström (1810–1890), kaiserlich-russischer Generalmajor
- Mathilde (* 1811)
- Peter Hermann Nikolai Emil Graf von Igelström (1815–1895), Kreisdeputierter
- Paul Emil Graf von Igelström (* 1816; † 1840 in Sankt Petersburg)
- Gustav Burchard Christoph Graf von Igelström (1819–1865)
  - August Emil Paul Graf von Igelström (1856–1906), Landrat
    - Friedrich August Bengt Graf von Igelström (* 1889 in Reval; † 1946 in Nauen)